# Amabi Oefeto
Amabi Oefeto ist ein indonesischer Distrikt (Kecamatan) im Westen der Insel Timor.

## Geographie
| „Dorf“ (Desa) | Verwaltungssitz | Fläche    | Einwohner | Bevölkerungs- dichte |
| ------------- | --------------- | --------- | --------- | -------------------- |
| Kuanheum      | Kuanheum        | 17,25 km² | 1357      | 078,67               |
| Fatukanutu    | Fatukanutu      | 29,38 km² | 2097      | 071,37               |
| Kairane       | Kairane         | 24,00 km² | 0645      | 026,87               |
| Niunbaun      | Kanino          | 24,00 km² | 0697      | 029,04               |
| Raknamo       | Raknamo         | 20,51 km² | 2915      | 142,13               |
| Fatuteta      | Fatuteta        | 20,05 km² | 0707      | 035,26               |
| Oefeto        | Oefeto          | 05,0 km²  | 0691      | 138,2                |

Der Distrikt befindet sich im Süden des Regierungsbezirks Kupang der Provinz Ost-Nusa-Tenggara (Nusa Tenggara Timur). Nördlich liegt der Distrikt Fatuleu, nordwestlich Ostkupang (Kupang Timur), südlich Amarasi, südöstlich Ostamarasi (Amarasi Timur).
Amabi Oefeto hat eine Fläche von 140,19 km² und teilt sich in die sieben Desa Kuanheum, Fatukanutu, Kairane, Niunbaun, Raknamo, Fatuteta und Oefeto. Der Verwaltungssitz befindet sich in Fatukanutu. Das Territorium liegt in einer Meereshöhe von etwa 150 m bis 350 m. Das tropische Klima teilt sich, wie sonst auch auf Timor, in eine Regen- und eine Trockenzeit.

## Flora
Die Landschaft wird von Wiesen geprägt, die mit Bambuspflanzen und Bäumen bewachsen sind.

## Einwohner
2017 lebten in Amabi Oefeto 9109 Einwohner. 4609 waren Männer, 4500 Frauen. Die Bevölkerungsdichte lag bei 64,98 Personen pro Quadratkilometer. 1479 Personen bekannten sich zum katholischen Glauben, 7558 waren Protestanten und 72 Personen muslimischen Glaubens. Im Distrikt gab es drei katholische und 22 protestantische Kirchen und eine Moschee.

## Geschichte
Die Einwohner des Reiches von Amabi und ihre Herrscherfamilie sollen ursprünglich aus der Gemeinde Ermera im heutigen Nachbarland Osttimor stammen. Der Stamm wurde von zwei Brüdern geführt. Nachdem einige der Reiche im Osten von den Portugiesen unterworfen wurden, flohen die Amabi nach Westen. Andere Überlieferungen geben als Ursprung Molo in Westtimor und als Feinde, die Amanuban und Oematan. Ein Bruder, Loe Mananu, ließ sich in Amabi Oefeto nieder, was zum Grenzposten gegen feindlichen Reiche wurde. Der andere Bruder ging nach Kupang, den damals einzigen Stützpunkt der Niederländischen Ostindien-Kompanie (VOC) auf der Insel. Dort wurden die Amabi 1665 zu einem der „fünf loyalen Alliierten“ der Niederländer. Amabi Oefeto war zwar flächenmäßig größer, dafür aber weniger stark besiedelt wie das eigentliche Amabi.
Die Herrscherlinie von Amabi Oefeto starb aus, der aktuelle Erbe der Herrscher von Amabi hat seine Residenz in Amabi Oefeto. Fettor Gideon Amabi („Fettor“ ist ein Titel) hat noch heute großen Einfluss auf die Bevölkerung. Er wurde 2004 bei den ersten direkten Wahlen in das Distriktparlament gewählt. Fettor Gideon Amabi und seine javanische Frau sind evangelische Christen. Kronprinz der Dynastie ist ihr Sohn Muda Israel Amabi.

## Wirtschaft, Infrastruktur und Verkehr
Die meisten Einwohner des Distrikts leben von der Landwirtschaft. Als Haustiere werden Rinder (13.241), Pferde (32), Schweine (9.812), Ziegen (2.304), Hühner (18.023) und Enten (157) gehalten. Auf 737 Hektar wird Mais angebaut, auf 153 Hektar Reis, auf 0,03 Hektar Maniok und auf 0,08 Hektar Erdnüsse. Dazu kommen Bananen, Mango, Papaya, verschiedene Bohnen, Auberginen, Chili und Tomaten sowie Kokosnüsse, Kakao, Kapok, Lichtnüsse, Arecanüsse, Kaffee, Cashewnüsse und Vanille. 2580 Hektar sind bewaldet. Hier wird vor allem Teakholz gewonnen. Auch Sand und verschiedene Steine werden abgebaut.
In Amabi Oefeto gibt es zehn Grundschulen, fünf Mittelschulen, eine weiterführende Schule und eine Berufsschule in Kuanheum. Zur medizinischen Versorgung stehen ein kommunales Gesundheitszentrum (Puskesmas) in Fatukanutu, und sechs medizinische Versorgungszentren (Puskesmas Pembantu) zur Verfügung. Ein Arzt und neun Hebammen sind hier tätig.
22,5 Kilometer Straßen sind asphaltiert. Mit Kies sind 110,85 Kilometer Straßen bedeckt. Einfache Lehmpisten im Distrikt haben eine Länge von 48,5 Kilometer. Der öffentliche Verkehr wird betrieben durch 15 Pick-ups, zwei Lastwagen und 76 Motorrädern.